# Chalinolobus neocaledonicus
Chalinolobus neocaledonicus är en fladdermus i familjen läderlappar som förekommer i Oceanien.
Arten lever endemisk i Nya Kaledonien på ön Grande Terre. Antagligen fördrar fladdermusen öppna landskap. Den hittades vilande under byggnadernas tak. Med uppställda slöjnät i skogar fångades inga individer.
Det lämpliga habitatet för arten minskar och dessutom är hela utbredningsområdet begränsat. IUCN listar Chalinolobus neocaledonicus därför som starkt hotad (EN).